# Morey-Saint-Denis
Morey-Saint-Denis är en kommun i departementet Côte-d'Or i regionen Bourgogne-Franche-Comté i östra Frankrike. Kommunen ligger i kantonen Gevrey-Chambertin som tillhör arrondissementet Dijon. År 2022 hade Morey-Saint-Denis 621 invånare.

## Befolkningsutveckling
Antalet invånare i kommunen Morey-Saint-Denis
Referens:INSEE

## Galleri

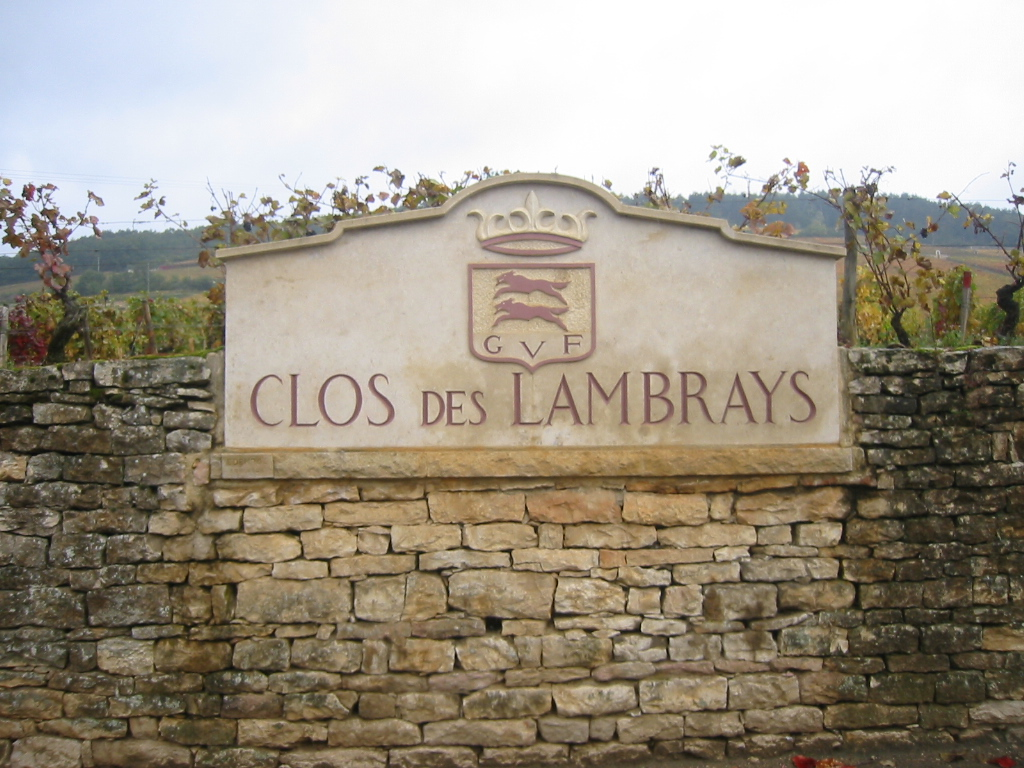
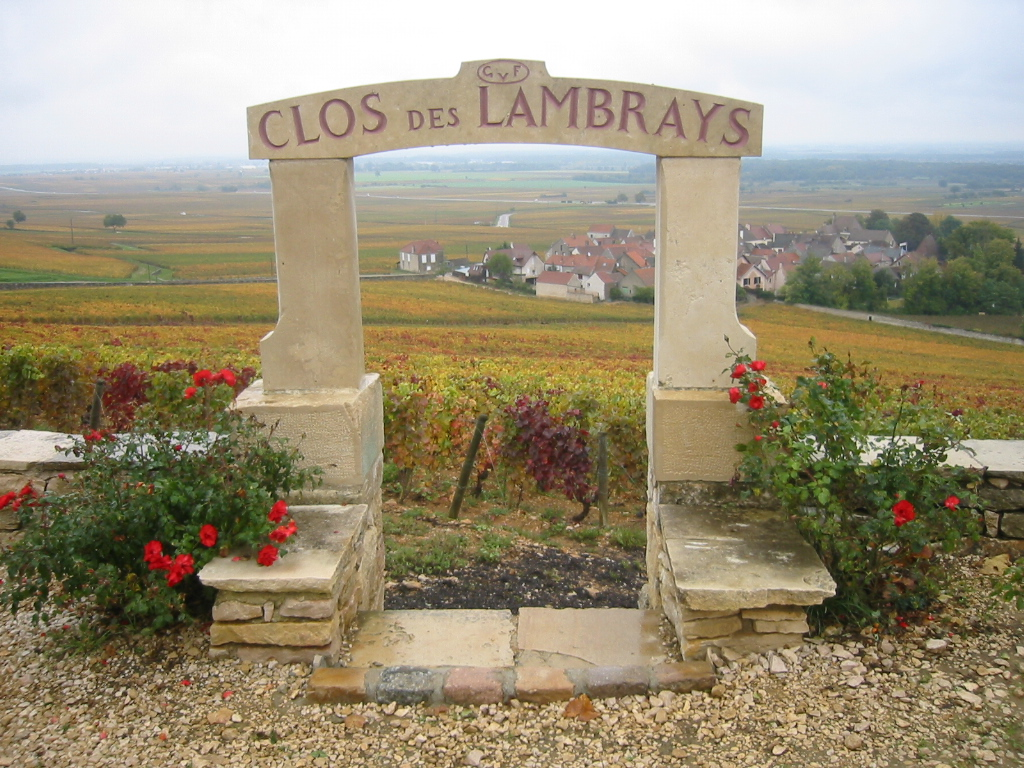
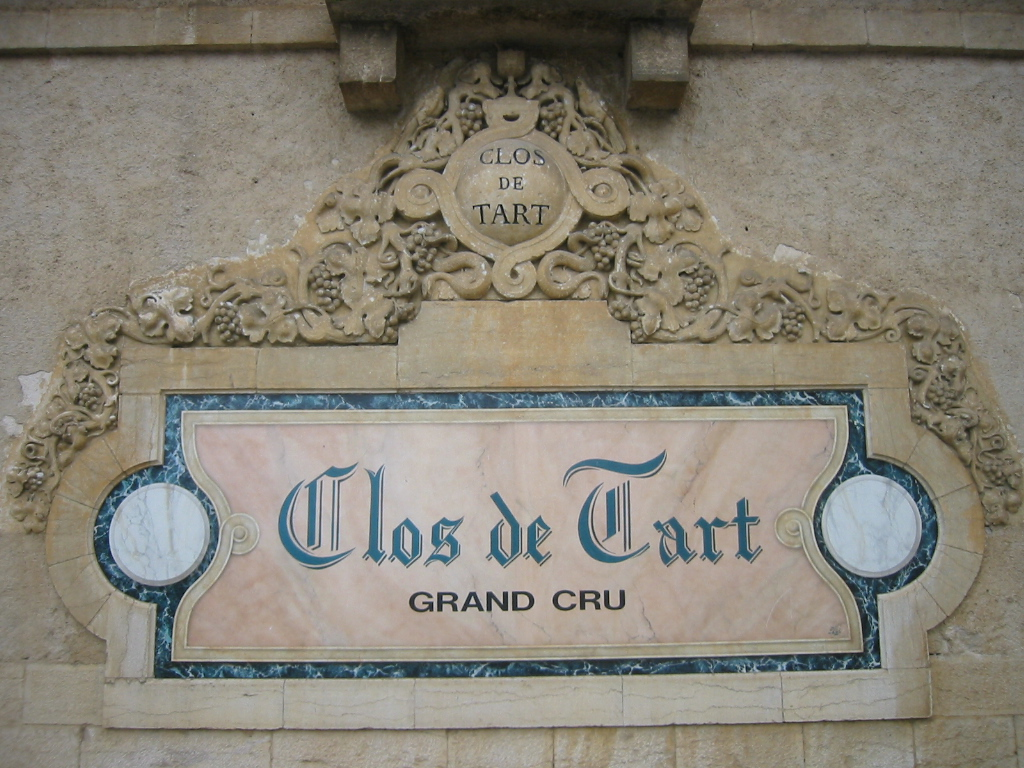
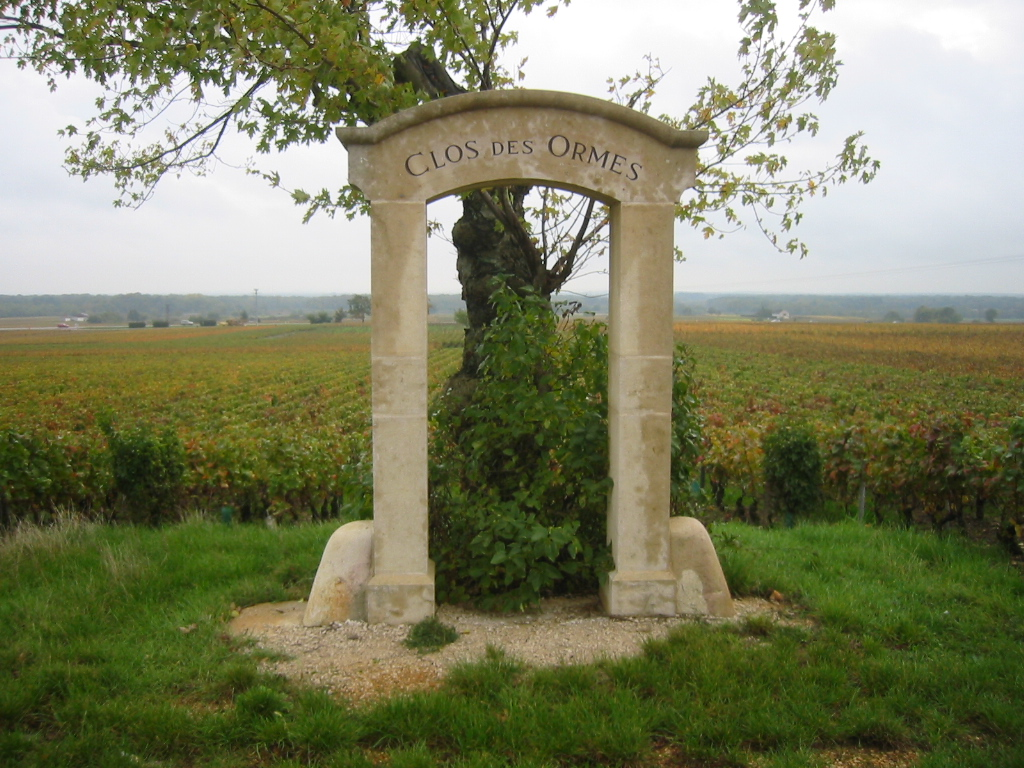
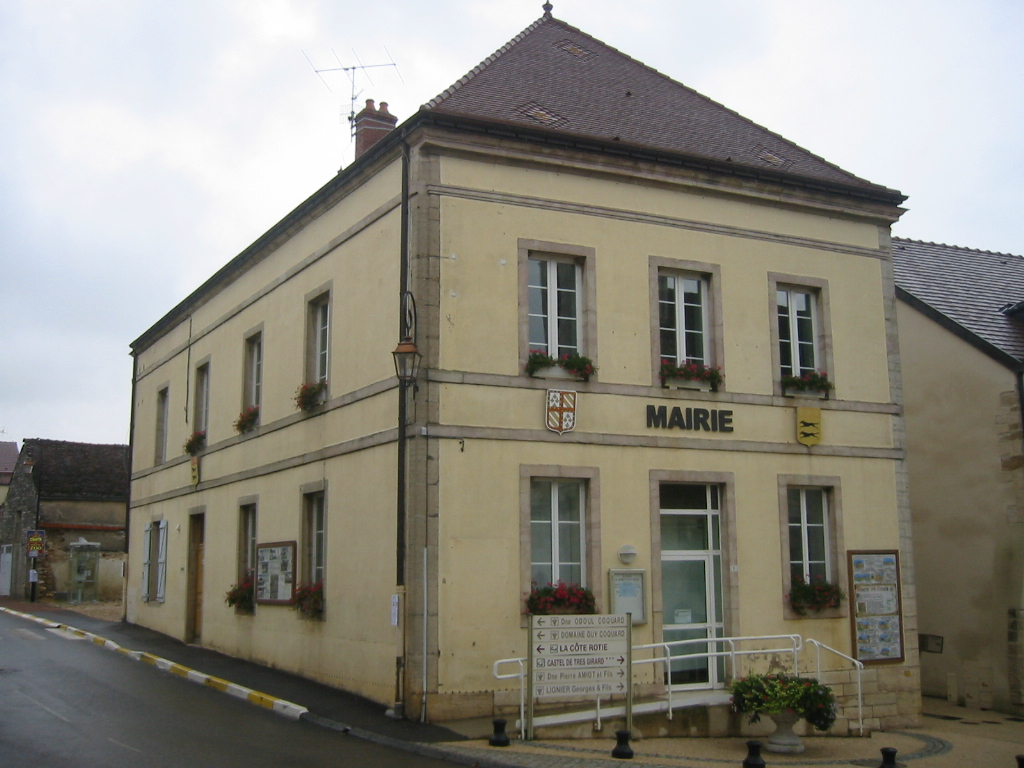
Rådhuset
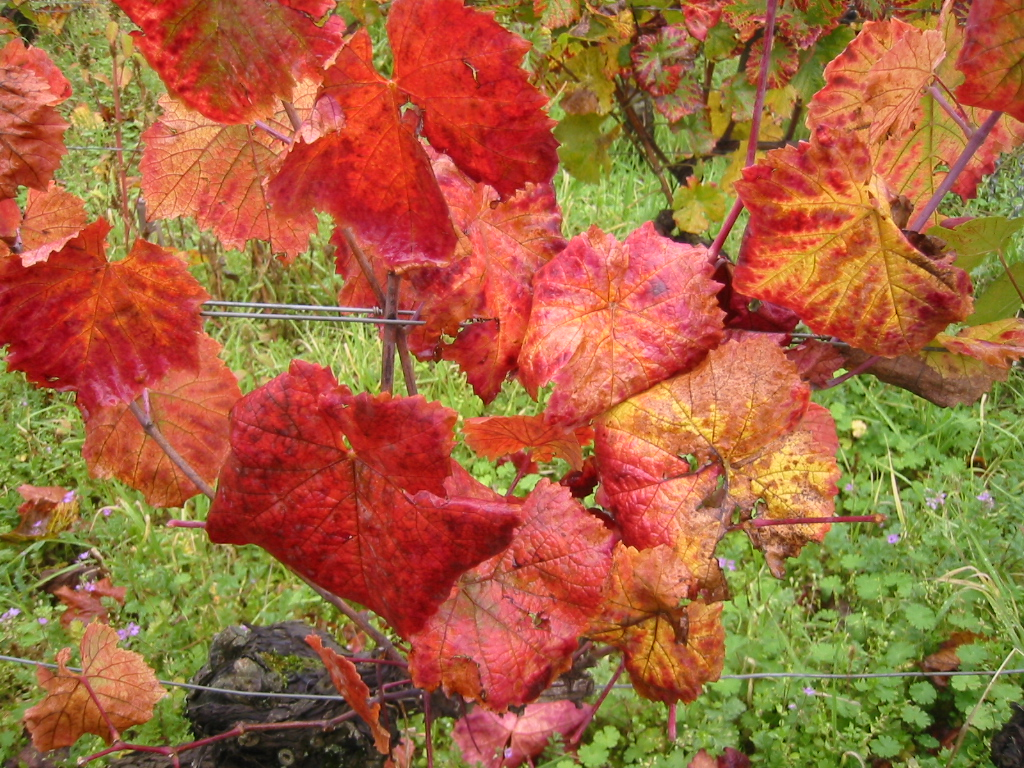
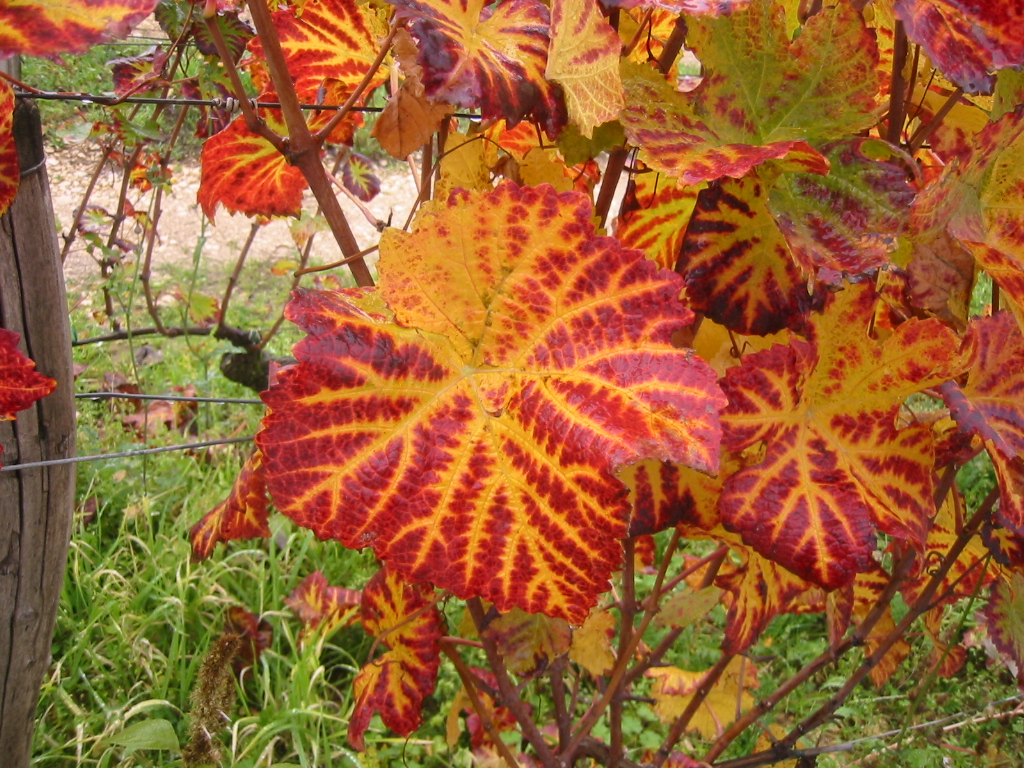
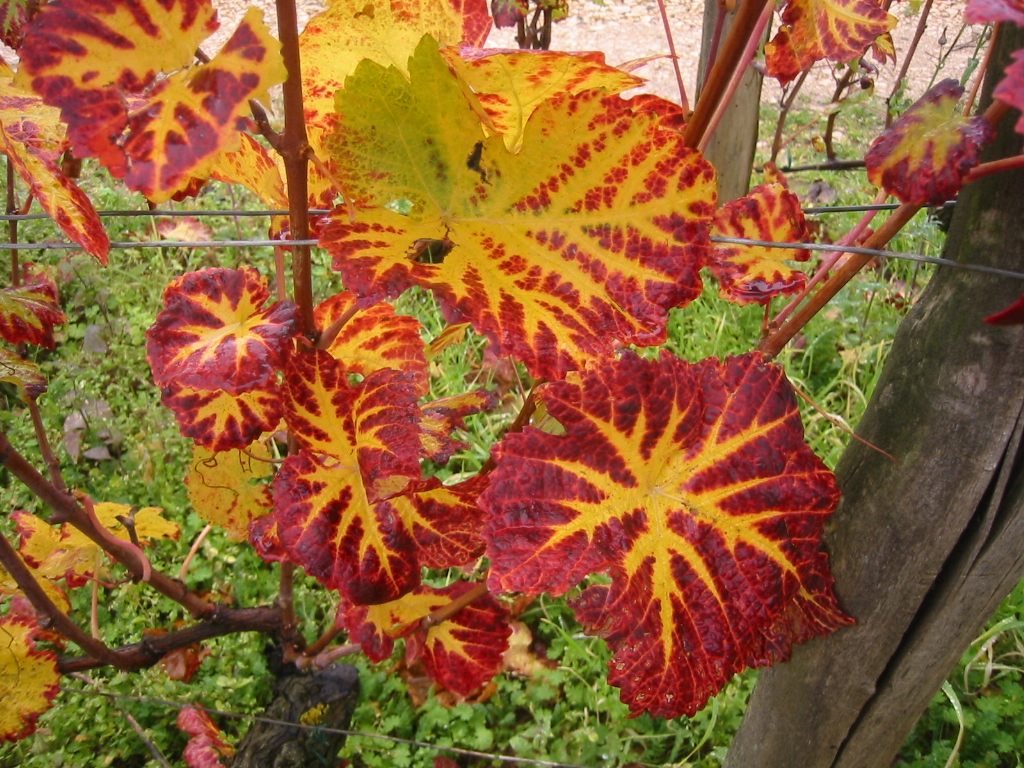